# Тривандрам

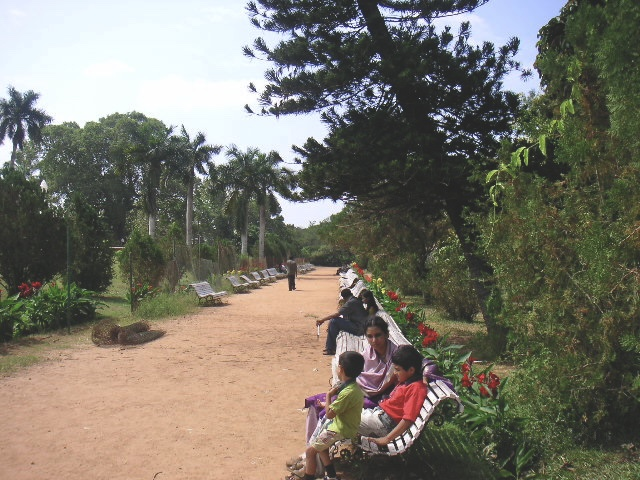
Снаружи музея Напиер

Трива́ндрам, Ти́руванантапу́рам (малаял. തിരുവനന്തപുരം, tiruvaṉantapuraṁ) — город в Индии, столица штата Керала, административный центр округа Тривандрам. Город расположен на западном побережье Индии, близ южной оконечности полуострова Индостан. Город раскинулся среди низких прибрежных холмов.
Население города составляет 752 490 человек, население городской агломерации — 1,68 миллиона человек, тем самым город образует пятую по величине городскую агломерацию штата Керала и является крупнейшим городом штата.

## Этимология
Название города происходит от малаяламского слова тиру-ананда-пурам, что означает «Город Ананды». Название связано с божеством, которому посвящён храм Шри Падманабхасвами, расположенный в центре города. Ананда является царём нагов, на котором возлежат боги Падманабха и Вишну. Этот храм является визитной карточкой города.

## История
Тируванантапурам расположен в древнем торговом регионе. Предполагается, что порт Офир, в котором по легенде высадился царь Соломон в 1036 году до н. э., находился в Тируванантапураме. Городской порт издавна был центром торговли специями, сандаловым деревом и слоновой костью. В древний период политической и культурной истории город развивался отдельно от остальной части современного штата Керала. Первые правители города относились к династии Ай. В X веке, после их падения, город перешёл под контроль государства Венад.
Расцвет Тируванантапурама начался в 1729 году после восшествия на престол государства Траванкор раджи Мартанды Вармы. В 1745 году он перенёс столицу государства из Падманабхапурама в Тируванантапурам. Город стал важным интеллектуальным и художественным центром эпохи. Золотым веком в истории города считается середина XIX века — период правления махараджи Свати Тирунала и махараджи Айилиам Тирунала. В этот период была открыта первая англоязычная школа (1834), обсерватория (1837), генеральный госпиталь (1839), Институт исследования Востока и древних рукописей и Университетский колледж (1873). В этот период также была открыта первая в штате больница для душевнобольных. При Муламе Тирунале (1885—1924) были открыты Колледж Санскрита, Колледж Аюрведы, Колледж права и колледж для женщин.
Начало XX века стало периодом крупных политических и социальных изменений. Ассамблея Шри Мулам, основанная в 1904 году, стала первым демократически избранным законодательным органом на территории Индии. Несмотря на то, что город не был под прямым управлением британской колониальной администрации, Тируванантапурам стал одним из центров индийского национально-освободительного движения. В 1938 году здесь прошло собрание Индийского национального конгресса под председательством доктора Паттабхи Ситарамаяха.
В 1920 году был образован муниципалитет Тируванантапурама. 30 октября 1940 года муниципалитет получил статус муниципальной корпорации. Опубликованная в 1936 году Прокламация о входе в храм способствовала социальной эмансипации. В 1937 году был основан Университет Траванкора, позже переименованный в Университет Кералы.
В 1947 году, с окончанием периода британского правления, Траванкор сделал выбор в пользу Индийского союза. В 1949 году Тируванантапурам стал столицей штата Траванкор-Кочин, образованного путём объединения Траванкора с его северным соседом — княжеством Кочин. Махараджа Траванкора, Читра Тирунал Бала Рама Варма, стал раджпрамукхом (губернатором) нового штата (с 1 июля 1949 по 31 октября 1956 г.). После образования 1 ноября 1956 года штата Керала Тируванантапурам стал его столицей.
В начале июля 2011 года в храме Шри-Падманабхасвами были найдены сокровища, предварительно оцененные в сумму более 20 миллиардов долларов. В пяти из шести вскрытых в храме сокровищницах находилось несколько тонн бриллиантов, золота и статуй из драгоценных металлов. 6 июля 2011 года суд вынес постановление об охране сокровищ и их инвентаризации, для чего к храму были направлены двое бывших судей. Процесс описи сокровищ и их оценка будет снят на видео и фотоаппаратуру.
Близ Тируванантапурама в Тхумбе находится индийская экваториальная станция запуска ракет).

## Физико-географическая характеристика
Тируванантапурам построен на семи холмах на западном побережье Индии, между Лаккадивским морем на западе и Западными Гатами на востоке, близ южной оконечности полуострова Индостан. Площадь города — 214,86 кв.км. Средняя высота над уровнем моря — 16 м. Город расположен в зоне средней сейсмической опасности.
Тируванантапурам расположен на берегах рек Карамана и Килли.

### Климат
Климат города — переходный от тропического климата саванн к тропическому муссонному климату. В результате границы между сезонами стёрты. Влажность воздуха высокая и в сезон муссонов достигает 90 %. Тируванантапурам — первый город на пути юго-западных муссонов, и первые из них обрушиваются на город уже в июне. Годовая норма осадков превышает 1700 мм. В октябре город подвергается воздействию северо-восточных муссонов. Сухой сезон начинается в декабре. Декабрь, январь и февраль являются наиболее прохладными месяцами, март апрель и май — наиболее жаркими. Абсолютный максимум температур — 39°С, абсолютный минимум — 15°С.
| Показатель                    | Янв. | Фев. | Март | Апр.  | Май   | Июнь  | Июль  | Авг.  | Сен.  | Окт.  | Нояб. | Дек. | Год    |
| ----------------------------- | ---- | ---- | ---- | ----- | ----- | ----- | ----- | ----- | ----- | ----- | ----- | ---- | ------ |
| Абсолютный максимум, °C       | 37   | 38   | 38   | 38    | 39    | 39    | 38    | 38    | 33    | 38    | 37    | 36   | 39     |
| Средний суточный максимум, °C | 30,7 | 31,2 | 32,1 | 32,1  | 31,3  | 29,3  | 28,8  | 29,0  | 29,6  | 29,5  | 29,6  | 30,3 | 30,29  |
| Средний суточный минимум, °C  | 22,4 | 23,0 | 24,4 | 25,3  | 25,2  | 23,9  | 23,4  | 23,5  | 23,6  | 23,6  | 23,3  | 22,8 | 23,7   |
| Абсолютный минимум, °C        | 15   | 17   | 20   | 20    | 20    | 21    | 18    | 20    | 18    | 20    | 20    | 20   | 15     |
| Норма осадков, мм             | 22,9 | 21,9 | 36,4 | 110,5 | 210,0 | 343,5 | 218,6 | 143,2 | 152,5 | 267,9 | 199,0 | 70,2 | 1796,6 |
| Источник:                     |      |      |      |       |       |       |       |       |       |       |       |      |        |

## Население

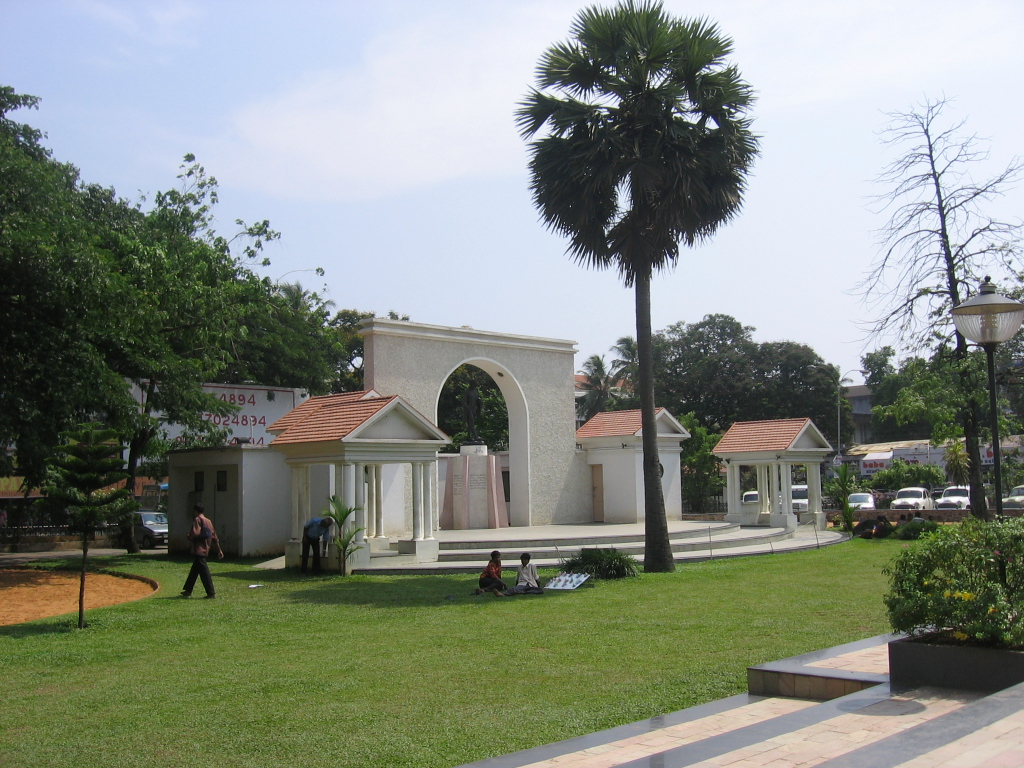
Парк Ганди

По данным переписи 2001 года, население города составляет 744 739 человек (в агломерации — более 1 млн человек). Плотность населения — 5284 чел/км². Уровень грамотности по округу составляет 89,36 %. На каждые 1000 мужчин приходится 1037 женщин, что необычно для Индии, где в большинстве городов количество мужчин значительно превосходит число женщин.
65 % населения исповедует индуизм, христиане составляют 18 %, мусульмане — 15 %; оставшиеся 2 % исповедуют другие религии. Наиболее распространённый язык — малаялам, используются также английский и тамильский языки. Серьёзной проблемой является безработица: безработные составляют 34,3 %, что значительно выше чем показатель 1998 года — 8,8 %.

## Экономика

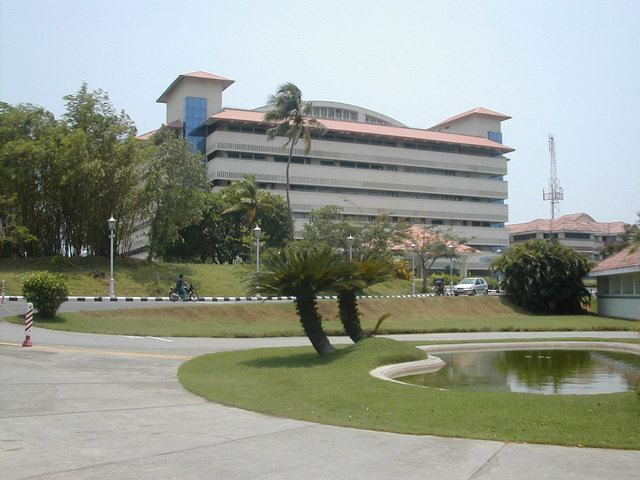
Здание Бхавани в Технопарке

Базовой для экономики города ранее являлась сфера услуг, свыше 60 % рабочих мест были связаны с государственной службой. В Тируванантапураме, по сравнению с другими столицами южноиндийских штатов (Ченнаи, Бангалор), сравнительно небольшое число крупных промышленных предприятий. В настоящее время всё больший вклад в рост экономики города вносят сферы информационных и биотехнологий.
В Тируванантапураме расположены офисы нескольких телевизионных компаний, а также первый в Индии анимационный парк.

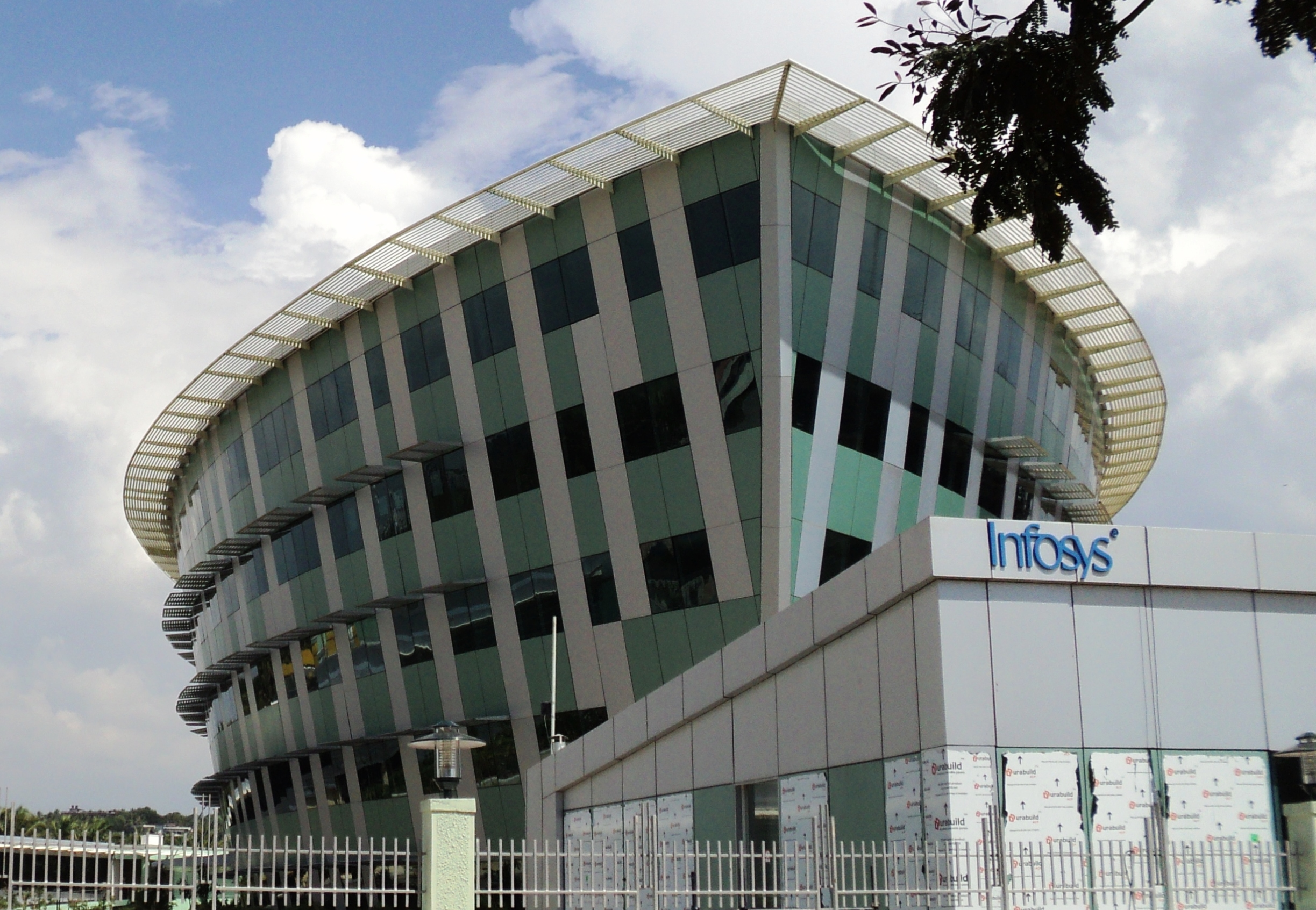
Здание Infosys

В городе производится свыше 80 % программного обеспечения, экспортируемого из штата. Сектор информационных технологий стал активно развиваться после открытия в 1995 году в Тируванантапураме технопарка Кералы. Город занимает 2-е место по развитию инфраструктуры информационных технологий среди городов второго эшелона развития и по доступности человеческих ресурсов. В городском технопарке размещены такие компании как Oracle Corporation, Accenture, Infosys, ITC Infotech, TCS, Capgemini, Visual Graphics Computing Services, Ernst & Young Global Shared Services Center, Allianz Cornhill, RR Donnelley, UST Global, Tata Elxsi, IBS Software Services, NeST Software, SunTec Business Solutions и др. В компаниях, расположенных в технопарке, занято около 40 000 специалистов.
Значительный вклад в развитие городской экономики вносит и туризм. Тируванантапурам ежегодно посещает значительное число иностранных туристов. Город также является важным центром медицинского туризма. Также туристов привлекают соответствующие международным стандартам пляжи Ковалам и Варкала, вдоль которых расположен ряд аюрведических курортов.
Прямо в городской черте Тривандрама, на берегу Индийского океана, расположен космодром Тхумба.

## Транспорт

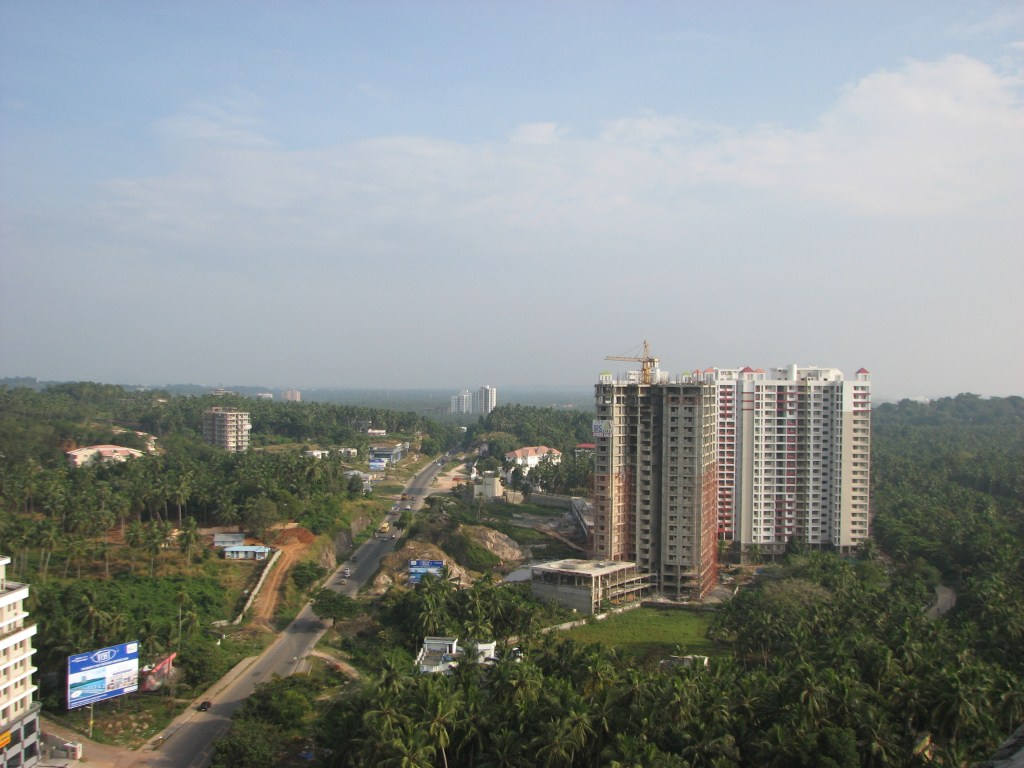
Вид на северную оконечность города

Международный аэропорт Тривандрум находится примерно в 3,7 км от делового центра города, в 16 км от пляжа в Ковалам и в 9,4 км от технопарка. Международные рейсы включают такие города как Дубай, Мале, Эр-Рияд, Абу-Даби, Маскат, Доха, Сингапур, Коломбо и др.
Тривандрум находится в южной зоне индийских железных дорог, центральный вокзал расположен в 5 км от международного терминала аэропорта.
Национальная автомагистраль № 47 проходит через город и соединяет Тривандрум с городами Салем, Коимбатур и Кочин (на северо-востоке) и с городом Каньякумари (на юге).

## Образование
В Тривандруме расположен Керальский университет (University of Kerala), основанный в 1937 году. Другие важные учебные заведения включают: Тривандрумский медицинский колледж, Инженерный колледж, Правительственный инженерный колледж, Индийский институт космической науки и техники, Международный институт социальных предпринимателей и др.

## Медиа
Англоязычные газеты, издаваемые в городе: The New Indian Express и The Hindu. Основные газеты на малаялам включают: Mathrubhumi, Malayala Manorama, Kerala Kaumudi, Deshabhimani, Janmabhumi, Keralakaumudi Flash и Madhyamam.
В Тривандруме имеют штаб-квартиру большинство малаялоязычных телеканалов, среди них: Asianet, Amrita TV, Kairali TV, Kairali We, JaiHind TV.

## Достопримечательности
- обсерватория (1837),
- форт,

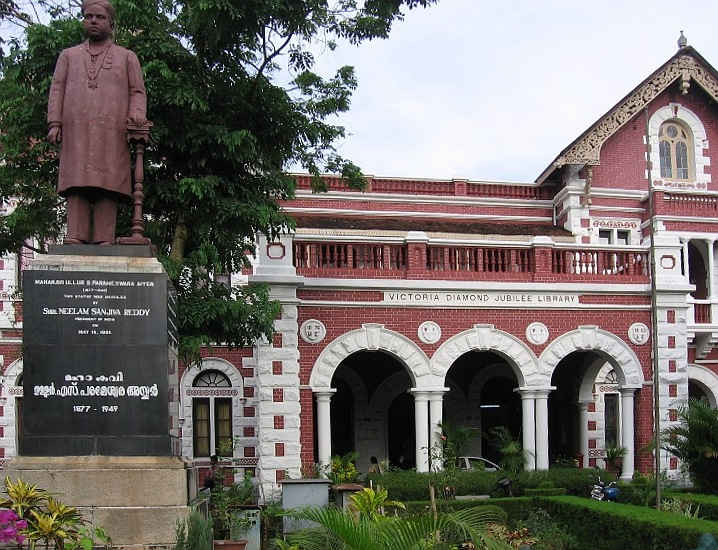
Публичная библиотека

- замки и дома правителей Траванкора из династии Варма,
- храм Падманабхасвами (XVI век, в честь бога Вишну),
- зоопарк Тривандрум.

## Города-побратимы
Отношения братства установлены Тируванантапурамом со следующими городами:
1. Галвестон, Техас, США (1994)
2. Барселона (Каталония, Испания (2009).